# Ефект першого проходження

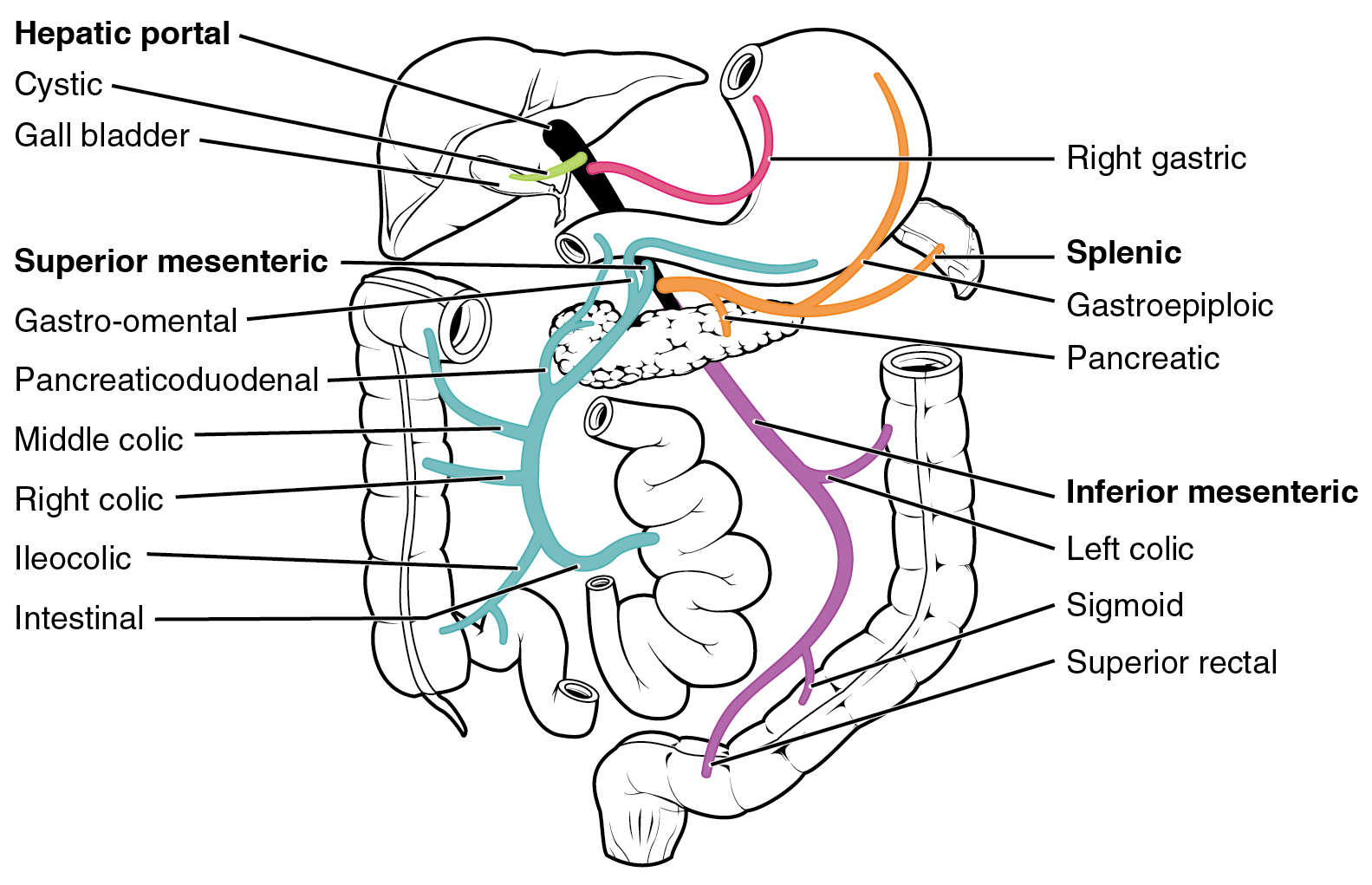
Ілюстрація системи воротної вени печінки

Ефект першого проходження (також відомий як метаболізм першого проходження або пресистемний метаболізм) — це явище метаболізму лікарського засобу в певному місці в організмі, що призводить до зниження концентрації активного лікарського засобу до того, як він досягне місця дії або системного кровообігу. Ефект найбільше пов’язаний з пероральним прийомом ліків, але деякі засоби зазнають метаболізму першого проходження навіть при доставці альтернативним шляхом (наприклад, внутрішньовенно, внутрішньом’язово тощо). Під час цього метаболізму лікарський засіб втрачається під час процесу всмоктування, який, як правило, пов’язаний із печінкою та стінкою кишечника. Печінка є основним місцем ефекту першого проходження, однак це явище також може відбуватися в легенях, судинах або інших метаболічно активних тканинах організму.
Відомими ліками, які зазнають значного ефекту першого проходження, є бупренорфін, хлорпромазин, циметидин, діазепам, етанол (питний алкоголь), іміпрамін, інсулін, лідокаїн, мідазолам, морфін, петидин, пропранолол і тетрагідроканабінол (ТГК).
Метаболізм першого проходження не слід плутати з метаболізмом фази I, який є окремим процесом.

## Фактори
Метаболізм першого проходження може відбуватися в печінці (для пропранололу, лідокаїну, клометіазолу та нітрогліцерину) або в кишечнику (для бензилпеніциліну та інсуліну). Чотири основні системи, які впливають на ефект першого проходження препарату, це ферменти просвіту шлунково-кишкового тракту, ферменти стінки шлунково-кишкового тракту, бактеріальні ферменти  та печінкові ферменти.

## Перше проходження через печінку
Після проковтування лікарського засобу він поглинається травною системою і надходить у портальну систему печінки. Перш ніж досягти решти тіла, засіб переноситься через ворітну вену в печінку. Печінка метаболізує багато ліків, іноді до такої міри, що лише невелика кількість активного препарату потрапляє з печінки до решти кровоносної системи. Таким чином, перше проходження через печінку може значно знизити біодоступність лікарського засобу.
Прикладом засобу, для якого метаболізм першого проходження є ускладненням і недоліком, є противірусний препарат ремдесивір. Його не можна вводити перорально, оскільки вся його доза буде захоплена в печінці й у системний кровотік, органи й і клітини-мішені (наприклад, клітини, інфіковані SARS-CoV-2) потрапить мала кількість ліків. З цієї причини ремдесивір вводять шляхом внутрішньовенної інфузії, минаючи ворітну вену. Однак його значна печінкова екстракція все ще відбувається через метаболізм другого проходження, коли частина венозної крові проходить через ворітну вену та гепатоцити.

## Розробка лікарських засобів
У розробці лікарських засобів ліки-кандидати можуть зазнати невдачі при дослідженні через метаболізм першого проходження. Для прогнозування метаболізму першого проходження використовуються фармакокінетичні моделі, хоча вони вимагають коригування через варіабельність проникності слизової оболонки кишечника та інших факторів. Експресія ферментів також різниться у окремих людей, що може впливати на ефективність метаболізму першого проходження і, таким чином, на біодоступність препарату.
Цитохроми P450, особливо CYP3A4, відіграють вирішальну роль у метаболізмі першого проходження, впливаючи на біодоступність ліків.

## Ослаблення метаболізму
Перетворення препарату на проліки може допомогти уникнути метаболізму першого проходження, і, тим самим, покращити його біодоступність. Моделі in vitro, такі як використання мікрофлюїдних чіпів, які імітують кишечник і печінку, дозволяють точніше вивчати метаболізм першого проходження, сприяючи розробці ліків з кращими профілями всмоктування.

### Шляхи введення
Альтернативні шляхи введення ліків, такі як інсуфляція, ректальний , внутрішньовенний,  внутрішньом'язовий, інгаляційний аерозольний, трансдермальний або сублінгвальний шлях, уникають або частково уникають ефекту першого проходження через те, що вони дозволяють лікам всмоктуватися безпосередньо в системний кровотік.
Ліки з високим ефектом першого проходження зазвичай мають значно вищу дозу для перорального прийому, ніж сублінгвальна або парентеральна доза. Біодоступність багатьох вразливих ліків при пероральному прийомі підвищується у пацієнтів із порушенням функції печінки. Біодоступність також підвищується, якщо одночасно вводиться інший лікарський засіб, що конкурує за ферменти метаболізму першого проходження (наприклад, пропранолол і хлорпромазин).